# Wykres pudełkowy
Wykres pudełkowy, wykres skrzynkowy, wykres ramkowy, wykres ramka-wąsy (ang. box plot) – forma graficznej prezentacji rozkładu cechy statystycznej, spotykana często w pakietach komputerowych wspomagających proces analizy i interpretacji danych statystycznych. Pozwala ująć na jednym rysunku wiadomości dotyczące położenia, rozproszenia i kształtu rozkładu empirycznego badanej cechy.
Wykres pudełkowy (przedstawiony poziomo) tworzy się odkładając na poziomej osi wartości niektórych parametrów rozkładu. Nad osią umieszczony jest prostokąt (pudełko), którego lewy bok jest wyznaczony przez pierwszy kwartyl, zaś prawy bok przez trzeci kwartyl. Szerokość pudełka odpowiada wartości rozstępu ćwiartkowego. Wewnątrz prostokąta znajduje się pionowa linia, określająca wartość mediany.
Rysunek pudełka uzupełniamy po prawej i lewej stronie odcinkami zwanymi wąsami. W najprostszym wariancie lewy koniec lewego odcinka wyznacza najmniejszą wartość w zbiorze, natomiast prawy koniec prawego odcinka to wartość największa. W innym wariancie wąsy pokazują minimalną i maksymalną wartość w zbiorze danych z wyłączeniem wartości odstających, w takiej sytuacji wartości odstające są reprezentowane przez punkty (patrz doświadczenie numer 3 na wykresie obrazującym doświadczenie Michelsona-Morleya). Za obserwacje odstające mogą być uznane na przykład obserwacje, które znajdują się o więcej niż 1,5 rozstępu ćwiartkowego poniżej pierwszego kwartyla lub powyżej trzeciego kwartyla.   
Wykres pudełkowy można przedstawić także w wersji pionowej. Na jednym wykresie można porównywać rozkłady dla kilku zmiennych lub dla pojedynczej zmiennej w rozbiciu na podgrupy.

Zasada tworzenia wykresu skrzynkowego.
Elementy wykresu skrzynkowego (poziomego).
Wykresy skrzynkowe (pionowe) obrazujące doświadczenie Michelsona-Morleya.